# Electroma
Electroma is een geslacht van tweekleppigen uit de  familie van de Pteriidae. 

## Soorten
- Electroma alacorvi (Dillwyn, 1817)
- Electroma fuscopurpurea (E. A. Smith, 1876)
- Electroma intecta Finlay & Marwick, 1937 †
- Electroma papilionacea (Lamarck, 1819)
- Electroma rectangula Finlay & Marwick, 1938 †
- Electroma vexillum (Reeve, 1857)
- Electroma virens (Lamarck, 1819)